# Homoki cickafark
A homoki cickafark (Achillea ochroleuca) az őszirózsafélék családjába tartozó, Magyarországon védett növényfaj.

## Megjelenése

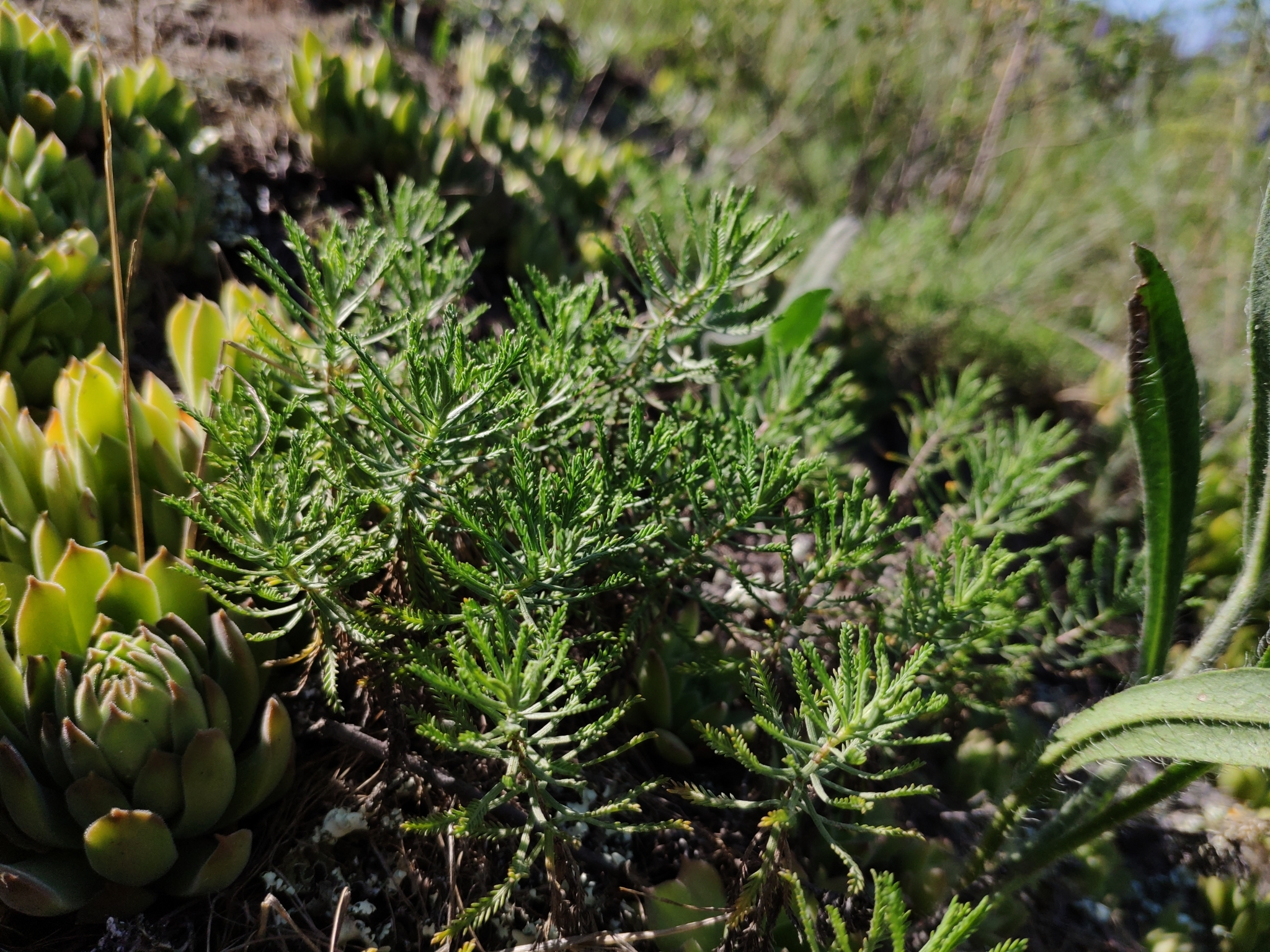

A homoki cickafark 20-80 cm magas, lágyszárú, évelő növény. Rizómája rövid, fás. Rövid, csak leveles és hosszabb virágzó szárakat hajt. Szára egyenes, csak ritkán elágazó. Levelei 2-4 cm hosszúak, váltakozó állásúak, szárnyasan szeldeltek, általában ülők, szálas vagy keskeny lándzsás alakúak. A virágzó szár középső levelei egyszeresen szárnyasan szeldeltek, egy síkban állnak. Az egész növény szürkén molyhos; megdörzsölve kellemes, fanyar illatú. 
Virágzata domború, ernyőszerű, tömött sátorvirágzat, igen sok (30-50, ritkán 80) 2 mm-es virágból. A virágok sárgásfehér vagy halványsárga színűek.  
Termése 1-1,25 mm-es, barnásszürke, fehér szegélyű kaszat. 

## Elterjedése, életmódja
Európában honos, a Kárpát-medencében, az Észak-Balkánon és Dél-Ukrajnában (Szlovákia, Magyarország, Ukrajna, Szerbia, Románia, Moldávia, illetve Északnyugat-Bulgáriában egy helyen). Magyarországon ritka, a Visegrádi- és a Velencei-hegységben, a Gödöllői-dombságban, valamint a Duna-Tisza közén ismertek állományai.
Homokpusztákon, száraz homoki réteken és legelőkön, sztyeppréteken, sziklagyepekben, pusztafüves lejtőkön él. 
Május-júliusban virágzik, július-augusztusban hoz termést.
Védett, természetvédelmi értéke 10 000 Ft.